# Моталыго, Илья Валерьевич
Илья Валерьевич Моталыго (бел. Ілля Валер'евіч Маталыга; род. 5 мая 1984, Бобруйск, Могилёвская область) — белорусский футболист, вратарь.

## Карьера
Воспитанник ДЮСШ города Бобруйск. Первый тренер был Валерий Александрович Конопако. Затем выступал в клубах «Старые Дороги» и «Гранит». В 2005 году перешёл в бобруйскую «Белшину». В дебютном сезоне стал победителем в первой лиге. В 2006 году выступал вместе с клубом в Высшей Лиге, однако по итогу сезона занял с клубом последнее место и вернулся во второй дивизион. За 4 сезона в клубе провёл 67 матчей в чемпионатах. Затем в январе 2009 года перешёл в могилёвский «Днепр», где выступал за дублирующий состав. Сыграл за клуб единственный матч в Кубке Беларуси.
В 2011 году стал игроком чешского клуба «Словацко». Первоначально футболист планировал прибраться в словацкий клуб «Земплин», однако игрока смутила лига и зарплата. Дебютировал за клуб 3 апреля 2011 года в матче против «Динамо». За 3 сезона в клубе вышел на поле лишь дважды, отстояв не пропустив ни одного гола.
В 2013 году вернулся в Беларусь, присоединившись к «Сморгони». Дебютировал за клуб 20 апреля 2013 года в матче против «Городеи». Затем в августе 2013 года перешёл в «Городею». Дебютировал за клуб 7 сентября 2013 года в матче против «Минска-2». Стал с клубом серебряным призёром первой лиги. Сезон 2014 года провёл в клубе «Жлобин» из второй лиги.
В 2015 году вернулся в бобруйскую «Белшину». Не получал в клубе игровой практики и по окончании сезона стал свободным агентом. В 2017 году снова вернулся в клуб. Первый матч за клуб сыграл 8 апреля 2017 года в матче против «Осиповичей». По ходу сезона не был основным вратарём клуба. В январе 2018 года продлил контракт с клубом. Затем по окончании сезона покинул клуб.
В январе 2019 года стал игроком речицкого «Спутника». Выступал в клубе в роли запасного вратаря. Дебютный матч сыграл 12 июня 2019 года в Кубке Беларуси против «Виктории». первый матч сыграл 31 августа 2019 года против гомельского «Локомотива». По окончании сезона покинул клуб.
В феврале 2020 года присоединился к «Орше». Дебютировал за клуб 18 апреля 2020 года в матче против «Лиды». Стал основным вратарём клуба. В сезоне 2021 года продолжил выступать в клубе. За два сезона защищал ворота клуба в 45 матчах, отличившись 10 «сухими» матчами.
В 2022 году перешёл в витебский клуб «Велес-2020». Стал в клубе основным вратарём, выиграв групповой этап витебского региона, тем самым отправившись в раунд плей-офф. В октябре 2022 года покинул клуб. Вскоре пополнял ряды польского клуба «Полония». Позже стало известно, что футболист в польский клуб не переходил.

## Достижения
«Белшина»
- Победитель Первой Лиги — 2005